# Oud-Gastel
Oud-Gastel est un village situé dans la commune néerlandaise de Halderberge, dans la province du Brabant-Septentrional. Le 1er janvier 2007, le village comptait 6 490 habitants.

## Histoire
Jusqu'au 1er janvier 1997, Oud-Gastel fut le chef-lieu de la commune d'Oud- en Nieuw-Gastel.